# Stephen Costello
Stephen Costello (* 1981 in Philadelphia) ist ein US-amerikanischer Sänger der Stimmlage Tenor.

## Leben und Wirken
Stephen Costello studierte an der University of the Arts und der Academy of Vocal Arts in Philadelphia, wo er 2007 graduierte. Im gleichen Jahr gab er sein Debüt bei der Saisoneröffnung der Metropolitan Opera New York mit der Oper Lucia di Lammermoor. 2009 erhielt er den Richard Tucker Award. Er singt seither weltweit in führenden Opernhäusern wie am Londoner Royal Opera House, an der Wiener Staatsoper, der Bayerischen Staatsoper, dem Teatro Real Madrid, dem Bolschoi-Theater Moskau, der Washington National Opera, der Pariser Oper, der Hamburgischen Staatsoper und der Semperoper Dresden. Außerdem war er bei den Salzburger Festspielen sowie bei Festivals u. a. in Tanglewood und Glyndebourne zu Gast.
Costellos Rollenrepertoire umfasst Partien wie Rodolfo (La Bohème), Roméo (Roméo et Juliette), Alfredo (La Traviata), Lenski (Eugen Onegin), Edgardo (Lucia di Lammermoor), Nemorino (L’elisir d’amore), den Sänger im Rosenkavalier, die Titelrolle in Faust sowie auch den Rossillon in Die lustige Witwe.
2010 prägte Costello die Rolle des Greenhorn (bzw. Ishmael) in der Uraufführung der Oper Moby-Dick von Jake Heggie an der Dallas Opera. Diese Rolle verkörperte er auch in San Francisco und Washington. 2019 war er als Herzog von Mantua in Rigoletto erstmals auf der Bregenzer Seebühne zu erleben, die TV-Aufzeichnung wurde als DVD veröffentlicht. 2020 war er an der Pariser Oper als Chevalier des Grieux (Manon Lescaut) und erstmals als Ferrando in Così fan tutte im Palais Garnier zu hören.
Für sein Album A Te, O Cara wurde er 2019 erstmals für einen Grammy nominiert in der Kategorie „Best Classical Solo Vocal Album“.

## Privates
Costello heiratete 2008 die Sopranistin Ailyn Pérez, mit der er auch häufig gemeinsam auftrat und seine CD Love Duets veröffentlichte. Nach der Trennung im Jahr 2015 wurde die Ehe geschieden. Seit 2017 ist er mit der Geigerin Yoon Kwon verheiratet.

## Aufnahmen (Auswahl)

### CD
- Donizetti: Linda di Chamounix, Orchestra of the Royal Opera House, Mark Elder (Opera Rara; 2011)
- Here / After, Songs of Lost Voices, Kompositionen von Jake Heggie (Pentatone Music;  2013)
- Moby-Dick von Jake Heggie, San Francisco Opera (EuroArts Music International; 2013)
- Love Duets, Ailyn Pérez & Stephen Costello, BBC Symphony Orchestra, Patrick Summers (Warner Classics; 2014)
- A Te, O Cara – Stephen Costello sings bellcanto (Delos Music; 2018)

### DVD
- Verdi: Otello, Wiener Philharmoniker, Riccardo Muti (Unitel Classica; 2010)
- Moby-Dick von Jake Heggie, San Francisco Opera (EuroArts Music International; 2013)